# Goudstaartzandbij
De goudstaartzandbij (Andrena chrysopyga) is een vliesvleugelig insect uit de familie Andrenidae. De wetenschappelijke naam van de soort is voor het eerst geldig gepubliceerd in 1853 door Schenck.